# Saboia (departamento)
A Saboia é um departamento da França localizado na região Auvérnia-Ródano-Alpes. Sua capital é a cidade de Chambéry.
O seu nome deriva do termo latino sapaudia (ou sabaudia) que significa "território de pinheiros", nome que teria derivado em Sabaudia, Sabogla, Saboia, Savogia e enfim Savoie.

## Geografia
Com uma superfície de cerca de 6028 km², a Saboia tem fronteiras com os departamentos franceses Alta Saboia, de Ain, Isère e os Hautes-Alpes, assim como com a Itália. As principais cidades, além da capital Chambéry, são Albertville e Saint-Jean-de-Maurienne.
Composto principalmente por montanhas tem uma altitude média de 1 500 m pelo e está submetido a um clima de montanha, mas muito complexo devido aos grande maciço que a  compõem e se chamam:
- Maciço des Bauges
- Maciço da Chartreuse
- Maciço da Vanoise
- Maciço do Beaufortain
- a parte mais meridional do departamento do Jura tem altitudes modestas.

## História
O departamento da Saboia não tem brasão oficial. Em cima vê-se o do antigo ducado que é utilizado tradicionalmente tanto na Savoie como na Alta Saboia (Haute-Savoie)
Tendo feito durante muito tempo parte da Casa de Saboia, foi ocupada por várias vezes pelos franceses a partir do século XVI. Foi integrado ao departamento do Monte-Branco entre 1792 a 1815 - e temporariamente ao do Léman (Genebra) entre 1798 a 1814 - e voltou a fazer parte da França por plebiscito em março de 1860.
Algumas datas da anexação em 1860:

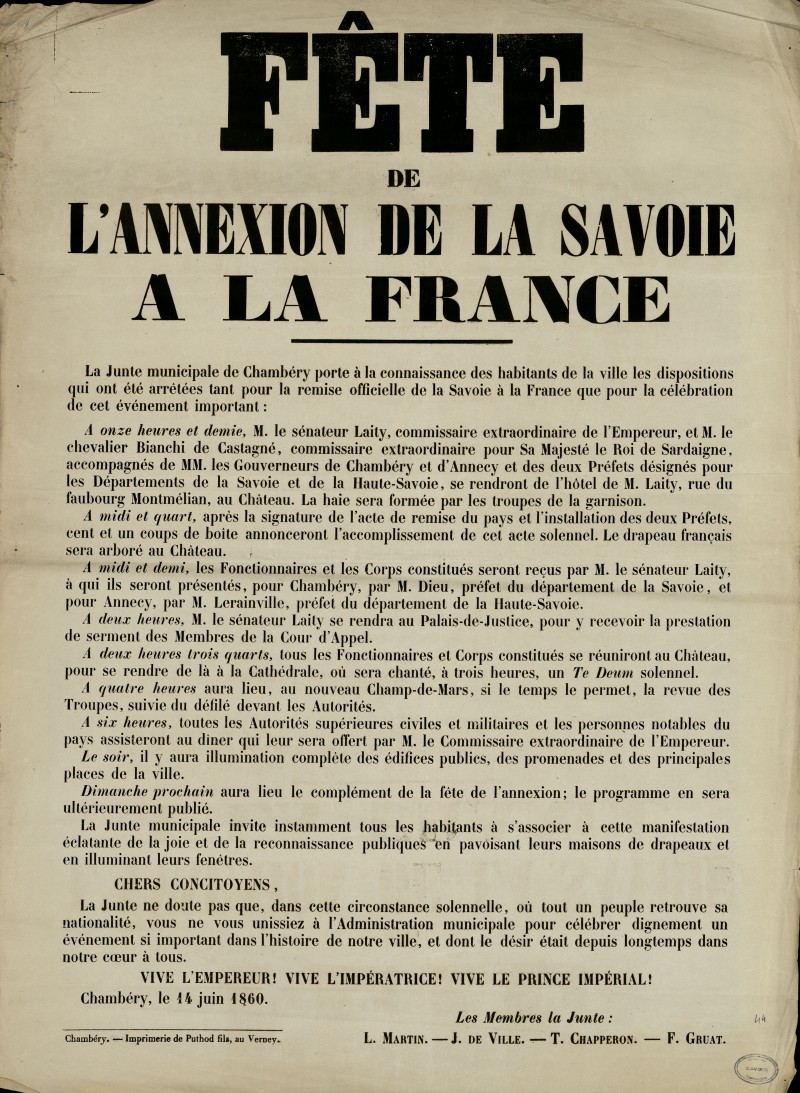
Festa da anexação da Saboia à França.

- 24 de março - a assinatura do Tratado de Anexação, chamado Tratado de Turim, reconhecendo a cessão da Saboia - e de Nice - à França,
- 29 de maio - rectificação pela Câmaras de Turim,
- 12 de junho - rectificação pela França,
- 14 de junho - a França toma posse do antigo ducado de Saboia deu então origem a dois departamentos, a Savoie e a Alta Saboia.

Entre novembro de 1942 e setembro de 1943 a Saboia é ocupada pela Itália fascista.

## Guerra de termos
Se o termo retido nos debates de 1860 é o de anexação, preferido ao de cessão, é o de reunião que aparece nos textos do tratado de 1860. Efetivamente, este último faz pensar que a população foi consultada. Se este termo é retido para as celebrações do cinquentenário em 1910, o termo empregue para as do centenário é de rectificação.

## Desporto
A Saboia organizou os Jogos Olímpicos em 1992 em Albertville onde participaram as estações de esqui da Tarentaise e Beaufortain.

## Queijos
A montanha está directamente relacionada com o gado, tanto bois como ovelhas, e logo com a produção de queijo. Na Saboia, entre muitos outros, são particularmente conhecidos os queijos beaufort, gruyère de Savoie (igual ao gruyère suíço), o tomme de Savoie e o reblochon (usado para fazer a tartiflette).